# Alone in my room
「alone in my room」（アローン・イン・マイ・ルーム）は、日本の歌手・鈴木あみの2枚目のシングル。1998年9月17日にSMEJ Associated Recordsから発売された。

## 解説
- 初のマキシシングルでのリリース。
- グアム政府観光局「'98ウィンターキャンペーン」CMソング。
- テレビ東京系「ASAYAN」オープニング・テーマ。
- 最初に作られたデモテープは違う雰囲気の曲だった。しかし、ジャケットに使用される写真が撮り終わった後、その写真をみた小室が「違う!」と言ってすぐに曲を1日で作り直した[1]。
- 本作のジャケット写真は、小室が「若い子の感覚がわからない」という理由で鈴木に選ばせた[2]。

## 収録曲
| 全作詞: 小室哲哉・MARC、全作曲・編曲: 小室哲哉。 |                                     |                  |            |      |
| #                                                | タイトル                            | 作詞             | 作曲・編曲 | 時間 |
| 1.                                               | 「alone in my room」                | 小室哲哉 ・ MARC | 小室哲哉   | 5:00 |
| 2.                                               | 「love the island (TK ragga mix)」  | 小室哲哉 ・ MARC | 小室哲哉   | 5:20 |
| 3.                                               | 「alone in my room (club TK mix)」  | 小室哲哉 ・ MARC | 小室哲哉   | 5:15 |
| 4.                                               | 「alone in my room (instrumental)」 | 小室哲哉 ・ MARC | 小室哲哉   | 5:00 |
| 合計時間:                                        | 合計時間:                           | 20:35            |            |      |

## クレジット
- Produced : 小室哲哉
- Mixed : Keith "KC" Cohen (#1, #4)
- Remixed : 小室哲哉 (#2, #3)
- Mastered : 前田康二
- Recorded : 若公俊広,  松谷秀次
- Synthesizer programming (#1, #4) : 村上章久
- Additional production (#2, #3) : 村上章久
- Guitar : 松尾和博, 木村建
- Drums : 阿部薫
- DJ : DRAGON